# Pósfa
Pósfa község Vas vármegyében, a Sárvári járásban.

## Fekvése
A vármegye északi részén fekszik, a Gyöngyös-sík északkeleti peremén, a megyeszékhely  Szombathelytől 25 kilométerre északkeletre, Sárvártól 16 kilométerre északnyugatra.
A közvetlenül határos települések: észak felől Répceszentgyörgy, északkelet felől Hegyfalu, délkelet felől Rábapaty, dél felől Ölbő, nyugat felől pedig Szeleste.

### Megközelítése
Közigazgatási területét átszeli, nagyjából délnyugat-északkeleti irányban a 86-os főút, mely a lakott területén is áthalad, így ez a legfontosabb közúti megközelítési útvonala. Érinti az M86-os autóút is, de annak nincs csomópontja a határai között. Főutcája a 86 114-es számú mellékút (Kossuth Lajos utca), Ölbővel pedig egy önkormányzati út köti össze.
A hazai vasútvonalak közül a Hegyeshalom–Csorna–Szombathely-vasútvonal érinti, melynek egy megállója van itt; Pósfa megállóhely a belterület délkeleti szélén helyezkedik el, közúti elérését a 86-os főút felől egy rövid bekötőút (települési nevén Vasút köz) biztosítja.

## Története
A nemesi származású pósfai Horváth család, amely később Zala vármegyébe került, használta az előnevét a település után, ahonnan származott.

## Közélete

### Polgármesterei
- 1990–1994: Horváth György (független)[5]
- 1994–1998: Horváth György (független)[6]
- 1998–2000: Horváth György (független)[7]
- 2000–2002: Enzsöl Béla (független)[8][9]
- 2002–2006: Enzsöl Béla (független)[10]
- 2006–2010: Enzsöl Béla (független)[11]
- 2010–2014: Enzsöl Béla (független)[12]
- 2014–2019: Horváth András (független)[13]
- 2019–2024: Horváth András (független)[14]
- 2024– : Dovánckiné Enzsöl Rita (független)[1]

A településen 2000. október 8-án időközi polgármester-választást tartottak, az előző polgármester lemondása miatt.

## Népesség
A település népességének változása:
| Lakosok száma | 266  | 268  | 268  | 263  | 261  | 259  | 260  |
|               | 2013 | 2014 | 2015 | 2021 | 2022 | 2023 | 2024 |

A 2011-es népszámlálás során a lakosok 92,8%-a magyarnak, 0,4% németnek, 0,8% románnak mondta magát (6,8% nem nyilatkozott; a kettős identitások miatt a végösszeg nagyobb lehet 100%-nál). A vallási megoszlás a következő volt: római katolikus 84,8%, református 4,6%, evangélikus 2,3%, felekezet nélküli 0,4% (8% nem nyilatkozott).
2022-ben a lakosság 98,1%-a vallotta magát magyarnak, 1,1% románnak, 0,4% németnek, 0,4% cigánynak, 0,8% egyéb, nem hazai nemzetiségűnek (1,9% nem nyilatkozott; a kettős identitások miatt a végösszeg nagyobb lehet 100%-nál). Vallásuk szerint 58,6% volt római katolikus, 5% református, 3,1% evangélikus, 3,1% egyéb katolikus, 3,8% felekezeten kívüli (26,4% nem válaszolt).

## Nevezetességei
- Szent Jakab-templom: építési idejét illetően korábban többféle elképzelés is napvilágot látott. Voltak, akik szerint középkori eredetű, mások 18. századinak gondolták. Egy később előkerült dokumentum azonban azt támasztja alá, hogy a templom az 1560-as években épült. Mai homlokzata egy 19. századi átalakításnak köszönhetően romantikus.[18]
- Szűz Mária-szobor[19]
- Régi tűzoltókocsi kiállítva az utcán[19]
- II. világháborús hősi emlékmű[19]

## A falu híres szülöttei
- Marton Lajos a magyar honvédség nyugalmazott tisztje, a nemzetőrség dandártábornoka, a vitézi rang birtokosa. 1931-ben született Pósfán. Kivette a részét az 1956-os forradalomban: Később emigrált és tagja lett egy OAS-nak (Organisation de l'armée secrète) kommandónak. 1962-ben De Gaulle francia elnök ellen merényletet kíséreltek meg 11 társával ("Petit-Clamarti" merénylet). A kommandónak három magyar tagja is volt. Börtönbüntetése után Csádban is harcolt a felkelők ellen. Ma Párizsban él, emlékiratai először a Kossuth Kiadó gondozásában jelentek meg 2003-ban, majd egy bővített kiadása "Életem a Hazáé" címmel 2011-ben került kiadásra a "Hatvannégy Vármegye Alapítvány a Magyar Önrendelkezésért" gondozásában.

## Érdekességek
- A község I. világháborús áldozatainak emléktáblája nem helyben, hanem a répceszentgyörgyi Szent György-templom előtt álló hősi emlékművön látható.